# لئوناردو موراچی
لئوناردو موراچی (انگلیسی: Leonardo Moracci؛ زادهٔ ۲۲ اوت ۱۹۸۷) بازیکن فوتبال اهل ایتالیا است.
از باشگاه‌هایی که در آن بازی کرده‌است می‌توان به باشگاه فوتبال کیه‌وو ورونا، باشگاه فوتبال هلاس ورونا، باشگاه فوتبال آلساندریا، و باشگاه فوتبال پرو ورچلی اشاره کرد.
وی همچنین در تیم ملی فوتبال Italy U18 بازی کرده‌است.